# آندری وورونین
آندری ویکتورویچ وورونین (اوکراینی: Андрій Вікторович Воронін؛ زادهٔ ۲۱ ژوئیهٔ ۱۹۷۹) بازیکن فوتبال سابق اهل اوکراین است. همچنین پست تخصصی او مهاجم است.

## تیم ملی
وی سابقه ۷۴ بازی ملی برای تیم ملی فوتبال اوکراین در کارنامه دارد

## افتخارات

### باشگاهی
دینامو مسکو
- جام حذفی فوتبال روسیه نایب قهرمان: ۱۲–۲۰۱۱

### فردی
- بوندس‌لیگا ۲ بهترین گلزن: ۰۳–۲۰۰۲